# Арсланай-мурза
Арсланай-мурза (Араслан Дівєєв мурза, Арослан, Арсланай Дівєєв, Арасланай) ( ? — 1594/1595) — бій Мансурульської орди і мангітських карачі-бек (1584—1595), другий син Дівей-мурзи. Нащадок знаменитого правителя Золотої Орди Едигея, засновника Ногайської орди.

## Біографія
Арсланай-мурза був одружений з донькою кримського хана Девлет-Гірея. У 1572 році мангітський бій Дівей-мурза взяв участь у великому поході кримського хана Девлет-Гірея на Московську державу, під час якого був узятий в полон в битві при Молодях. Після полону Дівея новим бієм мансурів став його старший син Єсін-мурза (1572-1584).
Під час міжусобиці в Кримському ханстві брати Єсін і Арсланай підтримували законного хана Мехмед-Гірея в його боротьбі з братами. У 1584 року кримський хан Мехмед-Гірей зазнав поразки від турецького ставленика Іслям-Гірея і втік за Перекоп, але по дорозі він був схоплений і вбитий калгу Алп-Гіреєм. Царевичі Саадет-Гірей, Мурад-Гірей і Сафа-Гірей, сини Мехмед-Гірея, продовжили боротьбу і стали збирати військо в ногайських улусах. Брати Єсін і Арсланай  вирушили разом з Саадет-Гіреєм і його братами.
У тому ж 1584 Саадет-Гірей з братами і великим ногайським військом вступив до Криму і зайняв Бахчисарай, де був проголошений новим кримським ханом. Його дядько-суперник Іслям-Гірей втік до Кафи, звернувшись за допомогою до османської влади. Отримавши підкріплення з Туреччини, Іслям-Гірей розгромив у битві на р. Індол татарсько-ногайські військо Саадет-Гірея. У цьому бою загинув очільник мансурів Єсін-мурза. Саадет-Гірей з братами і соратниками втік з Криму в Велику Ногайську Орду. Разом з ними знаходився новий голова мансурів Арсланай-мурза.
Навесні 1588 після смерті Іслям-Гірея новим кримським ханом був проголошений його брат Бора-Гази-Гірей (1588-1607). Новий хан відправив гінців до своїх племінників Мурад-Гірея і Сафа-Гірея, запропонувавши їм повернутися до Криму. У червні того ж року царевич Сафа-Гірей прибув до Криму, де був з почестями зустрінутий самим ханом та іншими родичами. Слідом за ним прибули його союзники, магитські, Ширинська і Яшлавські мурзи зі своїми підданими. Арсланай-мурза повернувся на чолі 10-тисячного ногайського війська. Незабаром калга Селямет-Гірей і Ширинський бий Алі, побоюючись розправи з боку Сафа-Гірея і Арсланов, втекли в Кафу.
В 1591 році під керівництвом Арсланай-мурзи було до 17 тисяч підданих.
Зимою 1594-95 років Арсланай-мурза загинув під час угорського походу. Після загибелі Арсланая кримський хан Бора-Гази-Гірей призначив бієм мангитів його сина Мехмеда.
Один із синів Арсланай-мурзи, Кантемир-мурза, був засновником Буджацької орди.